# Горян Георгиев
Горян Георгиев (на македонска литературна норма: Горјан Ѓорѓиев) е художник от Северна Македония.

## Биография
Роден е в 1965 година в Скопие, тогава в Югославия. Син е на худжоника Ванчо Георгиевски. Завършва Художествената академия в родния си град в 1987 година. Член е на Дружеството на художниците на Македония от 1988 година. Георгиев реализира редица самостоятелни изложби, а също така взима участие в много колективни изложби в страната и чужбина. Живее и твори в Скопие.